# ابن الحداد (فلم)
ابن الحداد هو فيلم درامي مصري تم إنتاجه عام 1944، تأليف وإخراج يوسف وهبي و بطولة يوسف وهبي، مديحة يسري، محمود المليجي، علوية جميل، فؤاد شفيق.

## قصة الفيلم
المهندس طه ابن عامل بسيط يعمل بالحدادة وعندما عاد ابنه الوحيد من أوروبا عمل بمجال أبيه حتى أصبح غنيا و يمتلك أكبر مصنع حديد وتزوج من ابنة أحد الأغنياء التي تختلف معه في تقاليده و عاداته و تطور الأحداث حتى يفاجئها زوجها بأشهار إفلاسه و ديونه فلا تتخلى عنه و تذهب معه لتعيش في الحارة و تتعلم الطهي و الغسيل و كل واجباتها كأم و زوجة و عندما يرى الزوج زوجة مخلصة له يخبرها بحقيقة الأمر و أنه لم يفلس و ليس عليه أي ديون فهذا كان درسا منه لها لكي تنجح في بيتها.

## ابطال الفيلم
- يوسف وهبي (طه)
- مديحة يسري (زينات)
- محمود المليجي (أبو المجد)
- علوية جميل (جلبهار)
- فؤاد شفيق (الدرندلي)
- زكي إبراهيم
- عبد العليم خطاب
- محمد شوقي

## وصلات خارجية
- مقالات تستعمل روابط فنية بلا صلة مع ويكي بيانات

ابن الحداد على موقع السينما